# Chaîne sous-marine Louisville

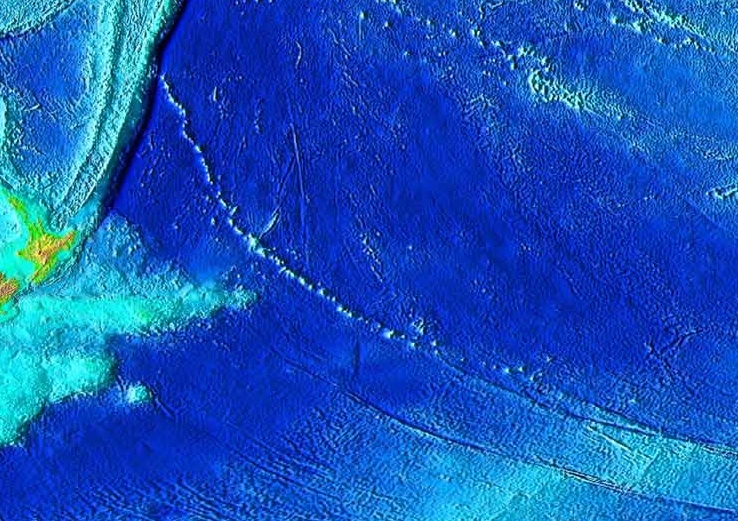
Carte topographique de la chaîne sous-marine Louisville.

La chaîne sous-marine Louisville est une chaîne de plus de 70 monts sous-marins située dans le Sud-Ouest de l'océan Pacifique. Elle est l'une des plus longues chaînes de montagnes sous-marines sur Terre, s'étendant sur quelque 4 300 km à partir de la dorsale Pacifique-Antarctique aux fosses Tonga-Kermadec, où il sous-conduit la plaque indo-australienne, partie intégrante de la plaque pacifique. Son existence fut révélée en 1972 grâce aux données d'un sondage à main.